# Octav Firulescu
Octav Firulescu (n. 6 iulie 1959, București), este compozitor și profesor de muzică. Este fiul lui Petre Firulescu, compozitor și dirijor și al Amaliei Zugrăvescu; este căsătorit cu Liliana Firulescu (n. Oprescu), artist plastic. În prezent, este stabilit în Marele Ducat de Luxemburg.

## Date biografice
Octav Firulescu urmează cursurile Școlii Generale de Muzică nr.3, din București, în perioada 1967-1972, având ca profesor de pian pe C. Galeriu. Continuă studiile muzicale, în perioada 1972-1979, la Liceul de Muzică "George Enescu" din București, cu Viorica Platon (pian) și Amalia Gheorghe (teorie-solfegiu).
În perioada 1979-1983, îl găsim student la Conservatorul de Muzică "Ciprian Porumbescu" din București (astăzi Universitatea Națională de Muzică "Ciprian Porumbescu"), unde studiază cu profesorii Victor Giuleanu (teorie-solfegiu), Dan Constantinescu și Dan Buciu (armonie), Liviu Comes și Dinu Ciocan (contrapunct), Ștefan Niculescu (forme muzicale), Dan Constantinescu (compoziție), Nicolae Beloiu (orchestrație), Liviu Brumariu și Petre Brâncuși (istoria muzicii), Marin Constantin (dirijat cor), Iosif Conta (dirijat orchestră), Gheorghe Oprea (folclor), Viorica Dimitriu (pian).
În 1983 primește Certificatul Pedagogic Universitar iar în 1986 este definitivat în învățământ. 
În perioada 1983-1989 este profesor de muzică de cameră la Liceul Militar de Muzică din București. Imediat după evenimentele din Decembrie 1989, din România, pleacă din țară și se stabilește mai întâi la Casablanca, în Maroc, unde ocupă funcția de profesor de pian și compoziție la Conservatorul de Muzică, în perioada 1990-1998.
În 1998, ajunge în Luxemburg, unde i se oferă posibilitatea de a preda cursuri de pian și solfegiu la Liceul de Muzică "Uniunea Marele Duce Adolphe", unde se află și în prezent.

## Creația muzicală
Perioada care a început după terminarea studiilor universitare și până la plecarea din țară, în 1990, este deosebit de fecundă. Tânărul compozitor se afirmă rapid. El abordează aproape toate genurile muzicale și creează opere muzicale care primesc recunoașterea publică, premii la diferite concursuri naționale, precum și interpretare în primă audiție pe primele scene ale țării:
Muzică simfonică
- Simfonia I (1984), primă audiție la Ateneul Român, București, noiembrie 1986, dirijor Mircea Basarab

Muzică de film
- Uimitoarele aventuri ale muschetarilor (1988), film de animație de lung metraj, regia Victor Antonescu

Muzica de camera
- Cvartet de coarde (1986)
- Sonata pentru pian (1987)

Muzica usoara 
- VIS DE VARĂ (1986), pentru voce și pian, versuri de Carmen Bendovski (ST-EDE 02852)
- DOR (1986), pentru voce și pian, versuri de Carmen Bendovski (ST-EDE 03478; ST-EDE 02943)
- ȘTIU (1986), pentru voce și pian, versuri de Carmen Bendovski
- NU PLECA (1986), pentru voce și pian, versuri de Carmen Bendovski
- DE VEI VENI (1986), pentru voce și pian, versuri de Carmen Bendovski
- CÂNTEC PENTRU PACEA PLANETEI (1986), pentru voce și pian, versuri de Gina Teodorescu (ST-EDE 03074)
- NOI TINERII (1986), pentru voce și pian, versuri de Gina Teodorescu
- DRUM DE OM (1986), pentru voce și pian, versuri de Gina Teodorescu (ST-EDE 02992)
- IUBIRE DIN NESFÂRȘIT (1987), pentru voce și pian, versuri de Eugen Rotaru
- POEM DE DRAGOSTE (1987), pentru voce și pian, versuri de Carmen Bendovski
- PENTRU VIAȚA TA (1987), pentru voce și pian, versuri de Eugen Rotaru (ST-EDE 03197)
- DE-AȘ FI ȘTIUT (1987), pentru voce și pian, versuri de Eugen Rotaru
- MĂ GRĂBESC LA ÎNTÂLNIRE (1987), pentru voce și pian, versuri de Nicolae Dragoș
- AȘA SĂ-MI FIE DRAGOSTEA (1988), pentru voce și pian, versuri de Eugen Rotaru (ST-EDE 02891)
- E CÂNTEC LIBER TINEREȚEA MEA (1988), pentru voce și pian, versuri de Eugen Rotaru
- CÂNTEC PENTRU EROU (1988), pentru voce și pian, versuri de Eugen Rotaru ( prim auditie la Festivalul Ostășesc 1988- Premiul II-solista :CAMELIA FLORESCU)
- LUMEA E PENTRU NOI FĂCUTĂ (1989), pentru voce și pian, versuri de Dan V. Dimitriu
- DACĂ VREI (1989), pentru voce și pian, versuri de Dan V. Dimitriu
- MUGURI PENTRU VIITOR (1989), pentru voce și pian, versuri de Dan V. Dimitriu

## Premii și decorații
- 1986 - Premiul de creatie al Uniunii Tineretului "MELODIILE  ANULUI", cu melodia-"Cantec pentru pacea planetei"
- 1986 - Premiul al II-lea la "FESTIVALUL TINERETULUI" cu melodia -"Cantec pentru pacea planetei"
- 1987 - Premiul Consiliului Culturii la "FESTIVALUL DE MUZICA DE DANS COSTINESTI" cu melodia "Iubire din nesfarsit"
- 1988 - Premiul al III-lea la "FESTIVALUL TINERETULUI" cu melodia "E cantec liber tineretea mea"
- 1988 - Premiul al II-lea  la "FESTIVALUL CANTECULUI OSTASESC" cu melodia "Cantec pentru erou",in interpretarea solistei Camelia Florescu (angajata in acea perioada la Ansamblul Artistic Doina al Armatei)
- 1989 - Premiul al II-lea  la "CONCURSUL DE MUZICA DE DANS COSTINESTI" cu melodia "Daca vrei"
- premii cu clasa de pian
  - 2006 - a 22-a editie a Concursului National pentru Tinerii Solisti, Luxemburg 
    - doua medalii de argint (a doua divizie)
    - o medalie de bronz (a doua divizie)

  - 2008 - Concursul European pentru pian, Flaut si Muzica de Camera
    - o medalie de argint

## Afiliații
- 1987 - Membru definitiv în Uniunea Compozitorilor si Muzicologilor din Romania {UCMR}
- Membru al Federatiei Nationale de Muzica a Marelui Ducat de Luxemburg "Uniunea Marele Duce Adolphe"